# Giulio Magalini
Giulio Magalini (ur. 14 sierpnia 2001 w Weronie) – włoski siatkarz, reprezentant kraju w kategoriach młodzieżowych, grający na pozycji przyjmującego.
Jego starszy brat Alberto, również jest siatkarzem.
Zaczął chodzić na treningi siatkówki w wieku 16 lat, grając wcześniej w piłkę nożną. Jego starszy brat grał w młodzieżowej drużynie siatkówki w Weronie i czasami w ogrodzie wraz z bratem odbijali piłkę między sobą i potem chciał spróbować sił w tej dyscyplinie, co brat.

## Sukcesy klubowe
Liga Mistrzów:
- 2024[11]

Klubowe Mistrzostwa Świata:
- 2024[12]

Mistrzostwo Włoch:
- 2025[13]

## Sukcesy reprezentacyjne
Mistrzostwa Świata Kadetów:
- 2019[9]

Mistrzostwa Europy Juniorów:
- 2020[14]

Mistrzostwa Świata Juniorów:
- 2021[15]

Letnia Uniwersjada:
- 2021[16]
- 2025[17]

Igrzyska śródziemnomorskie:
- 2022[18]

Mistrzostwa Europy U-22:
- 2022[19]